# المعالم الوطنية في إيران
المعالم الوطنية في إيران (بالفارسية: آثار ملی ایران) أو قائمة التراث الوطني الإيراني (بالفارسية: فهرست میراث ملی ایران) هي سجل للآثار والأماكن والمباني والأحداث المهمة على الصعيد الوطني وما إلى ذلك  في إيران، وهي مسجلة رسميًا بموجب قانون الحفاظ على التراث الوطني لعام 1930. وفقًا للمادة 1 من هذا القانون، «جميع المعالم والمباني الصناعية التي تم تشييدها حتى نهاية سلالة الزند في دولة إيران، بما في ذلك المنقولة وغير المنقولة وفقًا للمادة 13 من هذا القانون، يمكن اعتبارها تراثًا وطنيًا لإيران وتحت حماية الدولة وإشرافها».
بعد 25 عامًا ، في 1 فبراير 1956 ، مع تسجيل قصر كلستان، تم رفع الحظر المفروض على تسجيل الأعمال المتعلقة بالدولة القاجارية عمليًا، وبعد ذلك تم نشر القائمة الرسمية لهذه الآثار تحت الاسم الحالي.

## تاريخ

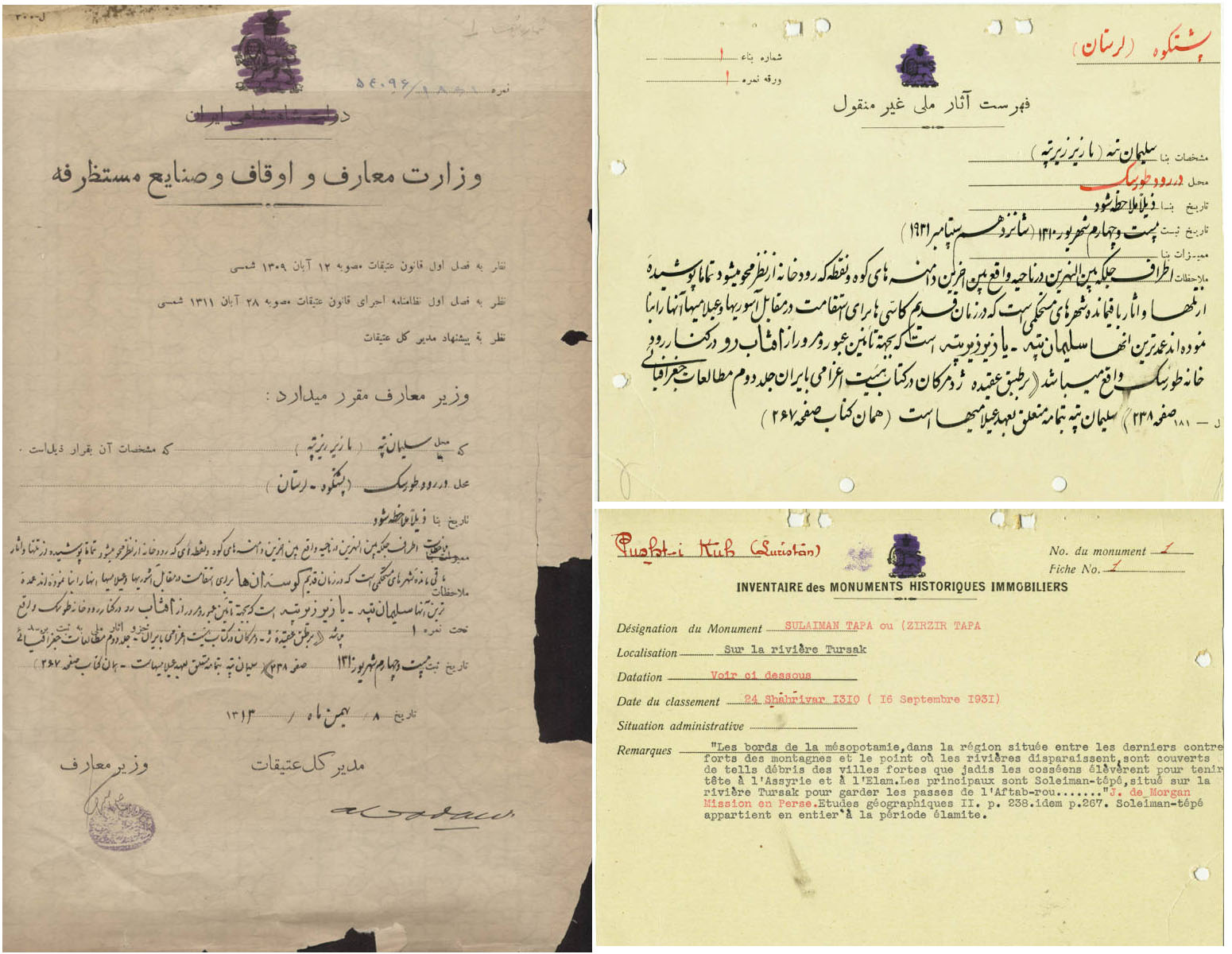
أول نصب تذكاري مسجل كان تل سليمان في إيلام ، سُجل في 16 سبتمبر 1931.

في 12 تشرين الثاني (نوفمبر) 1930 ، بموافقة مجلس الشورى الوطني على قانون الآثار، «يُطلق على جميع أعمال الجماعات الإثنية التي عاشت على أراضي بلاد فارس حتى نهاية العهد الزندي اسم التحف ...» حوالي عامين، في 19 نوفمبر 1932، دخل القانون حيز التنفيذ. بحلول ذلك الوقت لم تكن مادة القاجار مسجلة. في 14 ديسمبر 1934 تم تقنين المذكرة الجديدة وبالتالي تضمن السجل آثار القاجار. 

سجل أندريه جودار ، عالم الآثار الفرنسي ، ثم موظفًا في متحف إيران الوطني، 385 قطعة. بحلول نهاية الدولة البهلوية في 1979، تم تسجيل 1633 عنصرًا. تم تسجيل السلسلة الأولى من هذه المعالم التراثية الوطنية في 16 سبتمبر 1931 وأول نصب تذكاري رسمي هو تل سليمان  في عيلام.
بعد الثورة الإيرانية عام 1979، أصبحت وزارة التراث الثقافي والسياحة والصناعات التقليدية الإيرانية مسؤولة عن الحفاظ على التراث الوطني وتجديده.

## معايير
أما الأماكن التراثية فهي إما ملموسة أو غير ملموسة أو فكرية أو طبيعية. هناك خمسة معايير:
- (أ) يمثل العنصر فترة من التاريخ الوطني أو الدولي ذات أهمية ثقافية وتاريخية عالية.
- (ب)  ينتمي العنصر  أو يرتبط بشخصيات بارزة من تاريخ البلد.
- (ج) العنصر ذو أهمية وطنية أو دولية تمثل أصلًا تاريخيًا أو معلمًا تاريخيًا في التاريخ البشري.
- (د) العنصر ذو أهمية وطنية أو دولية يحتوي على معلومات شاملة عن تاريخ البشرية أو الثقافة أو الحضارة أو العلم أو الفن أو كان له تأثير كبير في هذه المجالات.
- (هـ) يحترم هذا العنصر وجدير بالملاحظة من قبل السكان المحليين.